# Edmond Jacquelin

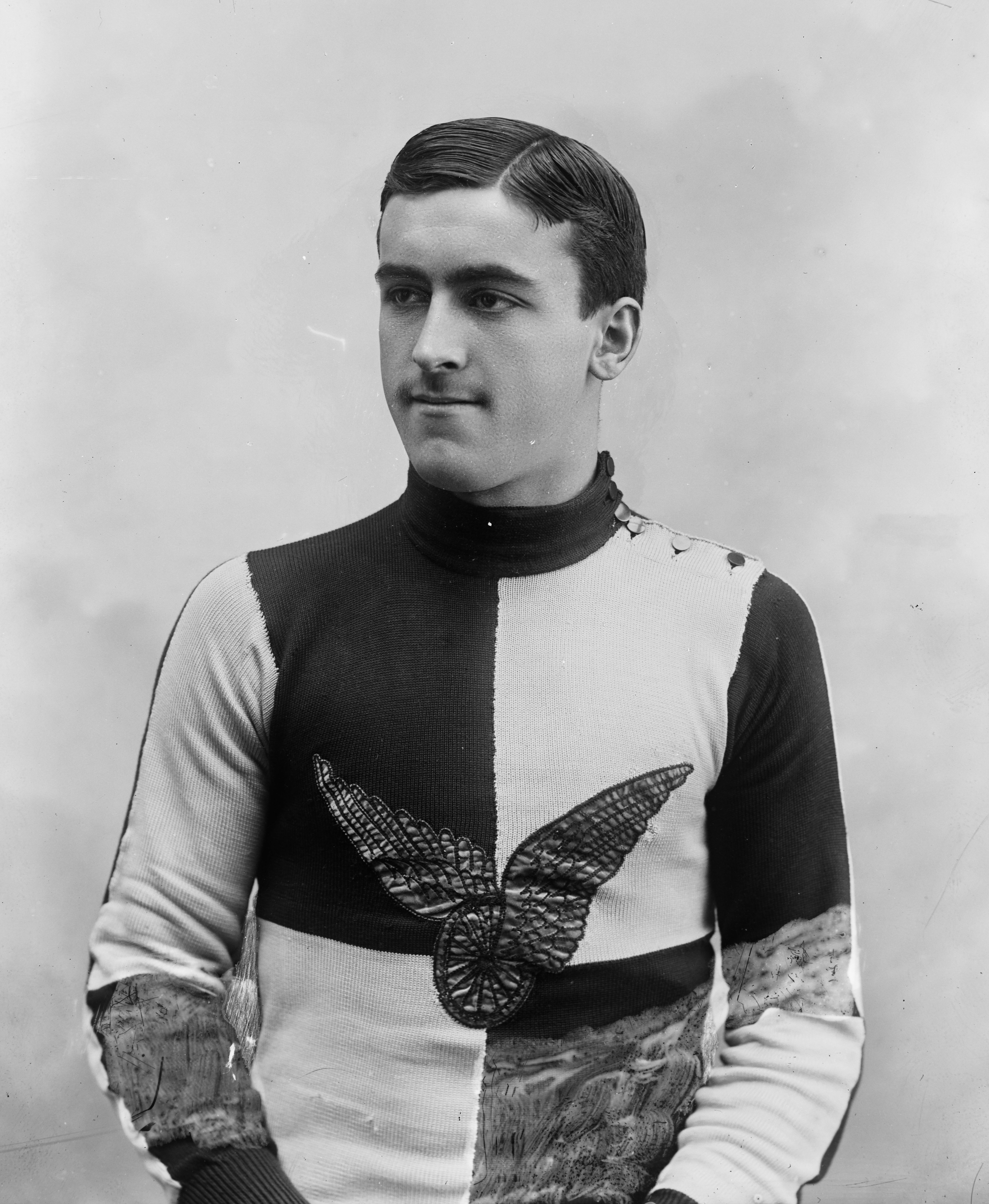
Edmond Jacquelin.

Edmond Jacquelin, född 31 mars 1875 i Santenay, död 29 juni 1928 i Paris, var en fransk tävlingscyklist.
Jacquelin vann professionella sprintervärldsmästerskapet 1900, blev finalist 1896 och 1901 samt vann Grand Prix de Paris 1900. Han var åren omkring sekelskiftet Europas populäraste och mest engagerade sprintercyklist.